# نمایش هراس‌انگیز عجیب و غریب نیمه‌شب
نمایش هراس‌انگیز عجیب و غریب نیمه‌شب (انگلیسی: The Eerie Midnight Horror Show) با نام اصلی وسواس (ایتالیایی: L'Ossessa) یک فیلم ترسناک ایتالیایی به کارگردانی ماریو گاریاتسو است که در سال ۱۹۷۴ منتشر شد.

## بازیگران
- استلا کارناچینا
- ایوان راسیموف
- گابریله تینتی
- لوئیجی پیستیلی
- اومبرتو راهو
- کریس آورام
- جوزپه آدوباتی
- لوکریشا لاو